# Manndecker
Als Manndecker wird im Fußball ein Spieler bezeichnet, der die Aufgabe hat, den Wirkungskreis eines bestimmten Spielers der gegnerischen Mannschaft einzuschränken und diesen am Torerfolg zu hindern. In den klassischen Spielsystemen, wie dem 3-5-2-System, in dem mit Manndeckung gespielt wird, nimmt dieser Abwehrspieler eine besondere Rolle ein, da entweder ein Stürmer oder offensiver Mittelfeldspieler „bewacht“ werden muss. So entscheidet ein Manndecker durch konsequente Abwehrarbeit mitunter ein Spiel, in dem der zentrale Spieler des Gegners keine Möglichkeit zur Entfaltung hat.
Moderne Spielsysteme spielen mit Raumdeckung, entsprechend werden die Abwehrspieler in Innenverteidiger und Außenverteidiger eingeteilt.

## Beispiele
Guido Buchwald bewachte den argentinischen Superstar Maradona beim Finale der Weltmeisterschaft 1990 und sorgte dafür, dass Maradona ungefährlich wie selten agierte und Argentinien den Titel nicht verteidigen konnte.
Weitere Beispiele für erfolgreiche Manndeckung waren Berti Vogts, der Johan Cruyff im WM-Endspiel 1974 in Manndeckung nahm, und Claudio Gentile, der während der WM 1982 Maradona und später Zico bewachte.